# Otto Naumann (Landrat, Preußen)
Otto Naumann (* 20. August 1835 in Bonn; † 23. April 1900 in Trier) war ein preußischer Verwaltungsbeamter, Geheimer Regierungsrat und Landrat.

## Leben
Der evangelische Otto Naumann war ein Sohn des Universitätsprofessors in Bonn Moritz Naumann und dessen Ehefrau Henriette, geborene Kastel. Nach dem Besuch eines Gymnasiums in Bonn und der abgelegten Reifeprüfung im Herbst 1855 absolvierte er in Bonn bis 1855 ein Studium der Rechtswissenschaften. Am 24. September 1858 wurde er Auskultator beim Appellationsgericht Münster und am 19. Juli 1861 Regierungsreferendar bei der Regierung Koblenz. Nach der Ernennung zum Regierungsassessor am 13. Januar 1867 war er zwischenzeitlich vom 17. Oktober 1867 bis zum 1. Mai 1868 beim Landratsamt Düren tätig. Im Anschluss übernahm er vom 1. September 1871 bis zum 7. Oktober 1872 vertretungsweise die Verwaltung des Landratsamtes im Kreis Jülich. Von dort wechselte er anschließend zum Polizeipräsidium Berlin, bzw. am 9. Januar 1874 wieder zur Regierung Koblenz. Ab dem 19. Juli 1875 war er nach der Beförderung zum Regierungsrat bei der Regierung Trier tätig, wo er nach der Charakterisierung als Geheimer Regierungsrat im Jahr 1900 im Dienst verstarb.

## Familie
Otto Naumann heiratete am 28. September 1868 in Düren Emilie Pauline Schoeller (* 13. März 1847 in Düren), Tochter des Kaufmanns und Kommerzienrats zu Düren und Wiesbaden Robert Arnold Schoeller und dessen Ehefrau Adelheid, geborene Schleicher.